# Јевгениј Медведев
Јевгениј Владимирович Медведев (рус. Евге́ний Влади́мирович Медве́дев; 27. август 1982, Чељабинск, Совјетски Савез) професионални је руски хокејаш на леду који игра на позицији одбрамбеног играча.
Тренутно игра за екипу Ак Барса из Казања која се такмичи у Континенталној хокејашкој лиги (КХЛ) (од сезоне 2007/08).
Са сениорском репрезентацијом Русије освојио је две титуле светског првака на СП 2014. у Минску и СП 2012. у Хелсинкију и Стокхолму.

## Каријера
Јевгениј Медведев поникао је у школи хокеја Мечела из Чељабинска, а у истом тиму започео је и играчку каријеру, почев од јуниорске селекције 1998. са свега 16 година, па до првог тима за који је заиграо у националном првенству у сезони 2002/03. Већ наредне сезоне изборио се за место стандардног првотимца у екипи Металурга из Серова у који је прослеђен на даље усавршавање. Након једне сезоне у екипи из Серова враћа се у свој матични клуб, за који је одиграо одличну сезону 2004/05. у руској другој лиги. Како је екипа Мечела те сезоне испала у трећу лигу, Медведев прелази у редове екипе Северстаља из Череповеца која се такмичила у Суперлиги Русије.
Велики корак напред у каријери направио је у лето 2007. када је потписао уговор са једним од најбољих руских клубова Ак Барсом из Казања. Одличне игре Медведева, али и целе екипе из Казања крунисане су у сезонама 2008/09. и 2009/10. освајањем Гагаринов купа у КХЛ лиги. Захваљујући својим одличним играма клуб је 25. маја 2011. продужио уговор са Медведевим на још две године. У наредној сезони 2011/12. проглашен је за најбољег одбрамбеног играча месеца децембра, а учествовао је и у утакмици свих звезда лиге.
Најбољи лични резултат остварио је током сезоне 2012/13. када је на укупно 67 одиграних утакмица остварио учинак од 6 голова и 27 асистенција (укупно 33 поена), што је одлична статистика за играча који игра у одбрани. Крајем исте сезоне потписао је нови уговор са клубом на још две године. Током сезоне 2013/14. проглашен је за заменика капитена клуба.

### Репрезентативна каријера
За националну селекцију Русије дебитовао је на турниру Еврохокеј серије у сезони 2007/08. на којем је одиграо 8 сусрета и остварио учинак од по једног гола и асистенције. Потом је уследила трогодишња пауза, а велики повратак уследио је на Светском првенству 2012. на којем је са репрезентацијом освојио златну медаљу. Медведев је одиграо свих 10 утакмица, а тиму је допринео са 1 голом и 2 асистенције. Играо је и на СП 2013, а био је и део олимпијске репрезентације Русије на Зимским олимпијским играма 2014. у Сочију. На олимпијском турниру Русија је заустављена у четвртфиналу, а Медведев се са свега 1 асистенцијом у 5 утакмица уклопио у сивило целог тима.
На Светском првенству 2014. у Минску Медведев долази до друге златне медаље са репрезентацијом у каријери. Одиграо је свих 10 утакмица.